# Rly. Settlement Roza
Rly. Settlement Roza là một thị xã và là một nagar panchayat của quận Shahjahanpur thuộc bang Uttar Pradesh, Ấn Độ.

## Nhân khẩu
Theo điều tra dân số năm 2001 của Ấn Độ, Rly. Settlement Roza có dân số 10.499 người. Phái nam chiếm 54% tổng số dân và phái nữ chiếm 46%. Rly. Settlement Roza có tỷ lệ 68% biết đọc biết viết, cao hơn tỷ lệ trung bình toàn quốc là 59,5%: tỷ lệ cho phái nam là 75%, và tỷ lệ cho phái nữ là 58%. Tại Rly. Settlement Roza, 14% dân số nhỏ hơn 6 tuổi.